# بانكو دو برازيل

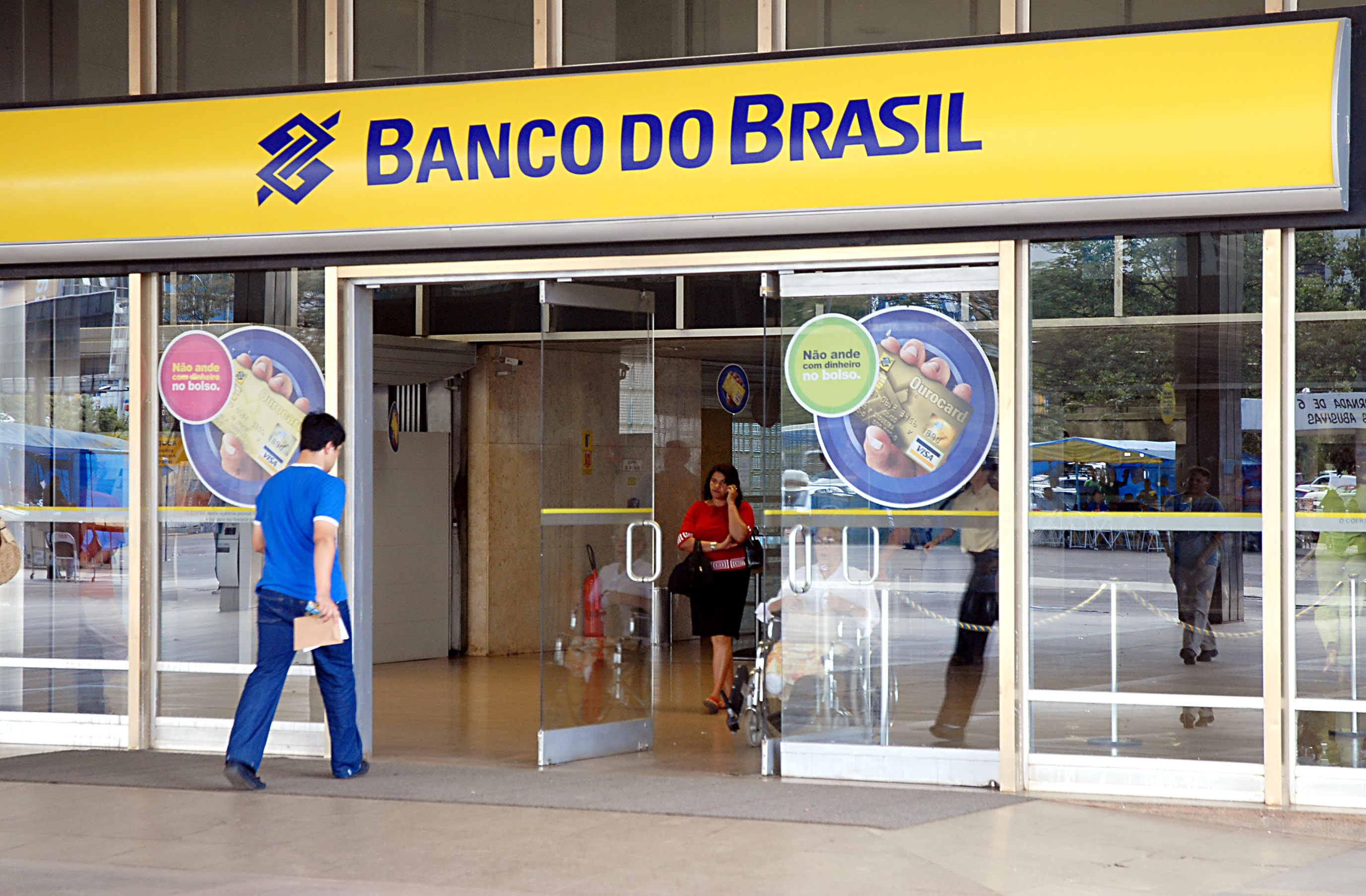
فرع من (بنكو دو برازيل)

بانكو دو برازيل (بالبرتغالية: Banco do Brasil S.A.‏) هو أكبر بنك من حيث الأصول في البرازيل وكل أمريكا اللاتينية. يقع مقر البنك الرئيسي في العاصمة برازيليا، وقد أسسه جواو السادس، ملك البرتغال، في عام 1808، مما يجعله أقدم بنك في البرازيل وواحد من أقدم البنوك التي تعمل بشكل مستمر في العالم.

يخضع بانكو دو برازيل لسيطرة الحكومة البرازيلية، ولكن يتم تداول أسهمه في السوق البرازيلي للضمانات والسلع والأوراق المالية الآجلة، وتتبع إدارته الممارسات المصرفية الدولية القياسية (اتفاقيات بازل). منذ عام 2000، كان أحد البنوك البرازيلية الأربعة الأكثر ربحية (البنوك الأخرى هي بنك إيتاو، وبانكو براديسكو، وبنك سانتاندير) ويحتل مكانة قيادية قوية في مجال الخدمات المصرفية الاستهلاكية.

## تاريخ

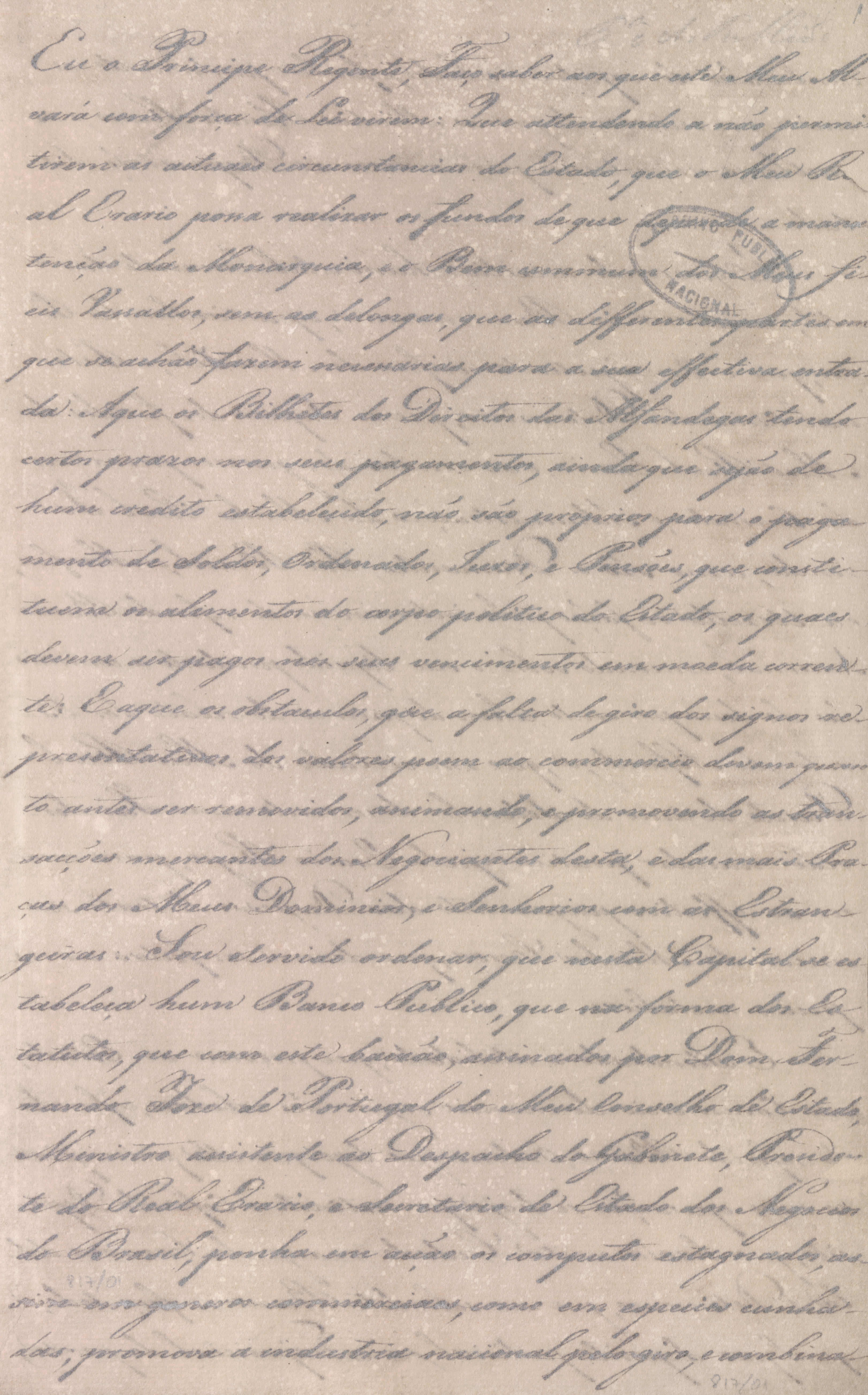
الصفحة الأولى من الوثيقة موقعة من قبل الأمير جواو، الذي أسّس بانكو دو برازيل. الأرشيف الوطني (البرازيل).

تأسس مصرف بانكو دو برازيل في عام 1808 على يد الأمير آنذاك جواو (لاحقًا الملك جواو السادس ملك البرتغال) لتمويل الدين العام للمملكة عندما انتقل من أوروبا إلى البرازيل. «كمؤسسة مختلطة خاضعة لسيطرة الدولة، عمل بانكو دو برازيل كمصرف تجاري، والوكيل المالي للحكومة، وأول بنك إصدار في البرازيل.» لقد أفلس مرتين في التاريخ: مرة واحدة خلال الاستقلال في عام 1821، عندما عاد جواو السادس إلى البرتغال حاملاً معه بعض أصول البنك، ومرة ثانية في عام 1898.
من عام 1821 إلى عام 1964، كان بانكو دو برازيل يؤدي أحيانًا مهام تجاوزت دوره كبنك تجاري تقليدي، وذلك مثل: إصدار العملة، واحتكار معاملات صرف العملات، والعمل كمالك للخزانة الوطنية للحكومة. تم إسناد هذه المهام تدريجياً إلى مؤسسات حكومية أخرى، وخاصة مع إنشاء بنك البرازيل المركزي في عام 1964، والانفصال عن الخزانة الوطنية في عام 1987.
من عام 1992 فصاعدًا، تمت إعادة هيكلته كبنك تجاري، باستخدام توزيعه الجغرافي الضخم وأصوله الائتمانية للاستفادة من إعادة تصميمه كبنك «عادي». في هذه العملية، تم تسريح عشرات الآلاف من العمال.
بعد عقود من الخسائر بسبب استخدامه لتمويل بعض السياسات العامة للحكومة الفيدرالية البرازيلية، أصبح البنك مربحًا للغاية على مر السنين. البنك هو أحد الهياكل الرئيسية التي تستخدمها الحكومة البرازيلية لإعادة استقرار السوق (مثل منع التكتلات الاحتكارية في سوق الفائدة المصرفية أو استقرار الائتمان المصرفي خلال أوقات الضائقة المالية مثل الأزمة المالية 2007–2008). تُستخدم المؤسسة أيضًا في تمويل البرامج العامة مثل (DRS)، مبادرات التنمية الإقليمية المستدامة.
في نوفمبر 2013، صنفت ذا بنكر بانكو دو برازيل كأفضل بنك في البرازيل على أساس رأس المال من المستوى الأول.

## العلامة التجارية

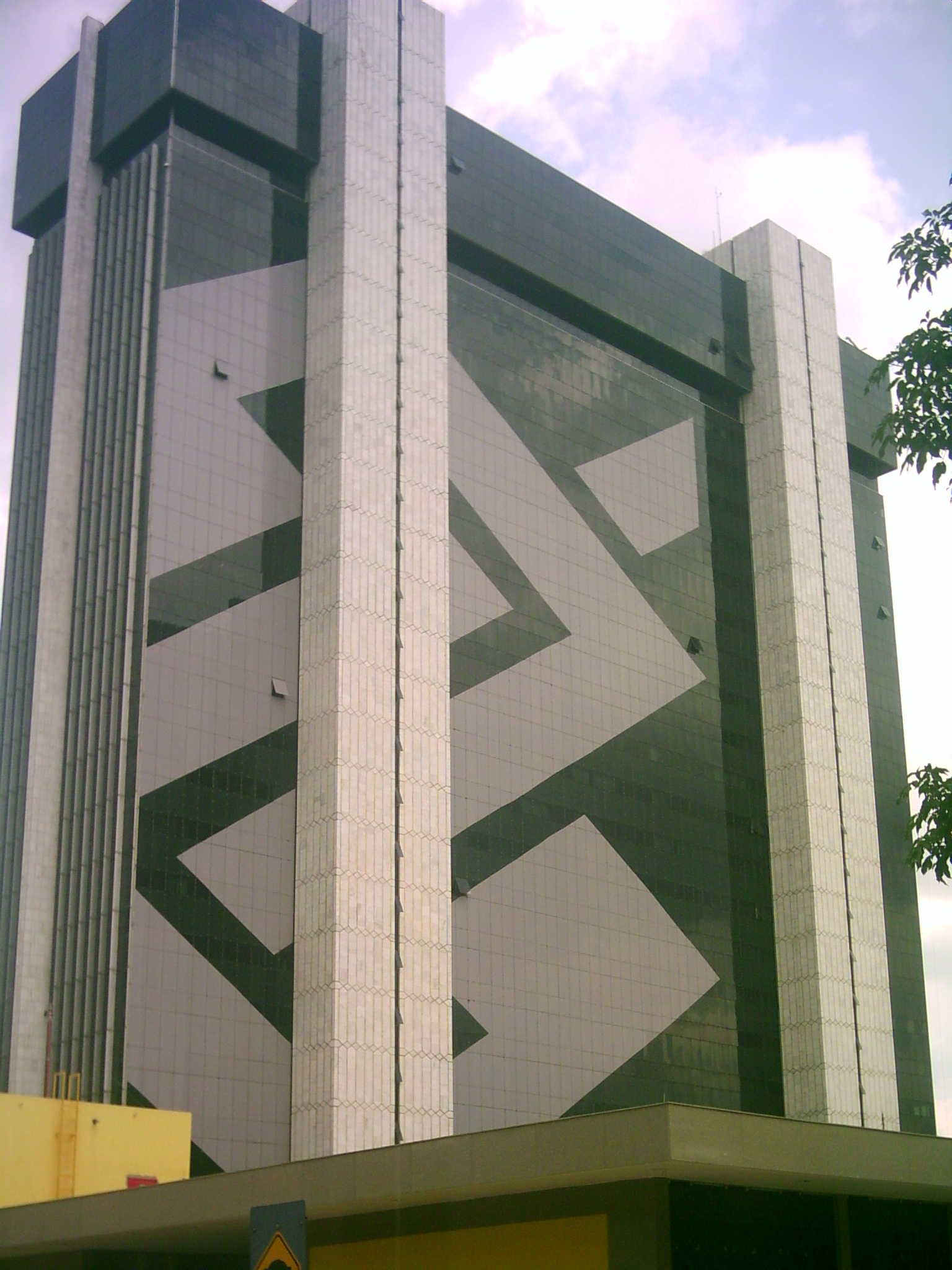
المقر الرئيسي لبانكو دو برازيل في العاصمة برازيليا

تم استخدام الشعار الحالي منذ الستينيات، عندما تغيرت الألوان القياسية من البني والأصفر إلى الأزرق الرمادي والأصفر.
منذ أوائل الثمانينيات، قام البنك برعاية العديد من المسابقات الرياضية (في الألعاب الرياضية مثل كرة القدم الشاطئية والكرة الطائرة والتنس وتنس الطاولة وكرة القدم الخماسية والملاحة الشراعية وكرة الطائرة الشاطئية). وهي الراعي الرسمي لروبرت شيت وغوستافو كويرتن وفرق كرة القدم الشاطئية والكرة الطائرة وكرة القدم الخماسية البرازيلية.
يرعى البنك أيضًا فعاليات ثقافية أخرى مثل المسرحيات من خلال منظمته مركز بانكو دو برازيل الثقافي، ورياضات الهواة من خلال جمعية بانكو دو برازيل الرياضية.
تم اختيار عارضة الأزياء جيزيل بوندشين لترويج حملته الإعلانية العالمية الأولى في عام 2012.

## الخدمات
بالإضافة إلى الخدمات التجارية والحكومية، يقدم البنك مجموعة كبيرة ومتنوعة من الخدمات للمستهلك بما في ذلك خدمات دفع الفواتير (بوليتو)، وقروض الصراف الآلي، وحزمة واحدة تحتوي على أرقام الحسابات للفحص، وحسابات التوفير المتعددة، وحساب الاستثمار. يُمكن لصاحب الحساب التقدم بطلب للحصول على بطاقات المدين ماستركارد وفيزا الدولية التي تعمل كبطاقة ائتمان في حساب القرض وكبطاقة المدين على الحساب الجاري (تختلف قليلاً عن الترتيب في العديد من البلدان الأخرى، حيث يكون كل من الخصم والدين وظائف الائتمان لبطاقة الخصم تعمل على الحساب الجاري). تشمل قائمة الخدمات المقدمة العديد من الوظائف التلقائية المعقدة من أجهزة الصراف الآلي وعبر الإنترنت، مثل مجموعة متنوعة من القروض والمدفوعات التلقائية ودفع الفواتير البرازيلية والودائع في حسابات برازيلية أخرى. يقبل العديد من التجار بشكل روتيني التحويلات من حساب إلى حساب لدفع ثمن البضائع.

## المستخدمون الدوليون
لدى بانكو دو برازيل عدد قليل من الفروع في الولايات المتحدة (واشنطن وميامي) ودول أخرى. هذه الفروع مخصصة للاستخدام من قبل الشركات الكبيرة وللمقيمين الدائمين في البرازيل الذين يزورون البلدان الأخرى، ولكنها تقدم أيضًا خدمات منتظمة للمقيمين في البلدان التي توجد فيها.
يعمل بانكو دو برازيل على توسيع تواجده الدولي ولديه حاليًا أكثر من 44 نقطة خدمة في الخارج، مقسمة إلى فروع، وفروع فرعية، ووحدات أو مكاتب أعمال وشركات تابعة.

## العلاقة مع الحكومة
تقليديا يتم تعيين الرئيس التنفيذي من قبل الرئيس البرازيلي، ولكن عادة ما يتم اختياره من قائمة المديرين المهنيين. تم أخذ عدد قليل من الرؤساء التنفيذيين من خارج الصناعة المالية.
يحتكر بانكو دو برازيل عددًا من برامج التمويل الحكومية، مثل "Pronaf" (دعم زراعة الكفاف الوطني)، و"DRS"، و"Fome Zero" (القضاء التام على الجوع)، و"PASEP"، وغيرها، وهو البنك المفضل لمعظم الحكومات البلدية وحكومات الولايات.

## العمل في بانكو دو برازيل

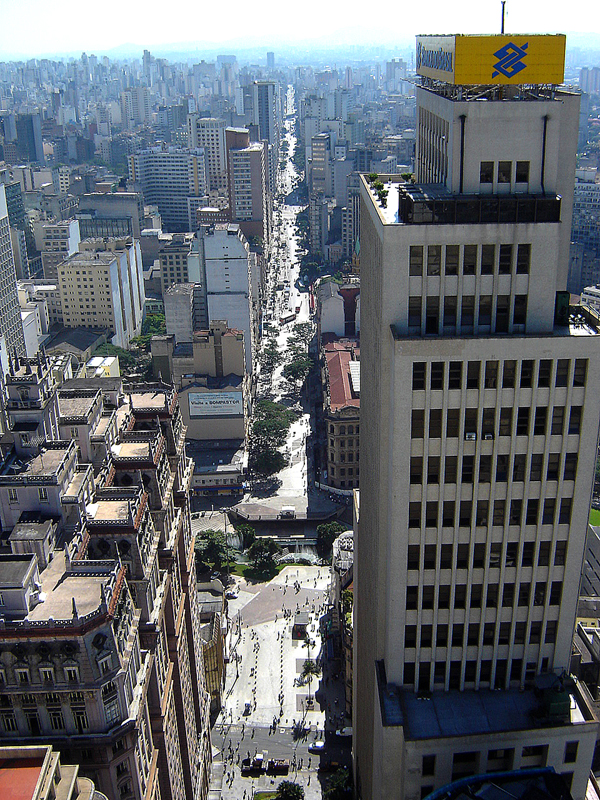
مكتب بانكو دو برازيل في ساو باولو، البرازيل.

نظرًا لكونه مملوكًا للقطاع العام، يجب على بانكو دو برازيل تعيين العمال من خلال عملية مسودة عامة تُعرف باسم امتحانات الخدمة المدنية (Concurso Público)، والعمل ضمن معايير صارمة للأعمال. نظرًا للأمن الذي توفره عملية المسودة العامة، فإن العمل في بانكو دو برازيل يعتبر وظيفة مرغوبة في معظم أنحاء البرازيل. عادة ما يتم تنفيذ هذه العملية بشكل منفصل لكل منطقة، مع تعيين المرشحين المعتمدين في أي فرع في المنطقة، حيث أكملوا العملية، في غضون العامين التاليين بترتيب التصنيف (يمكن أن يتأخر لأكثر من عامين، مرة واحدة في كل عملية). يجب أن يكون المرشحون مواطنين برازيليين (أو مقيمين قانونيين ومتجنسين)، ويجب أن يكونوا قادرين على إثبات أنهم قد أتموا الخدمة العسكرية والتزامات التسجيل الانتخابي (كل من الخدمة العسكرية وتسجيل الناخبين إلزامي لجميع البرازيليين الذين تتراوح أعمارهم بين 18 و 70).
لدى بانكو دو برازيل أيضًا 49 مكتبًا أو مكان عمل في 23 دولة مختلفة، ووفقًا للقوانين المحلية لكل دولة، قد يكون الموظفون موظفين محليين.
لكي يتم تعيين مواطن محلي من قبل البنك، يجب أن يجتاز المرشح اختبارًا تنافسيًا، بالإضافة إلى إثبات قدرته على التواصل بلغات متعددة، ومعرفته بالتمويل والاقتصاد وعلوم الكمبيوتر وإدارة الأعمال وإدارة الأصول والتجارة، وتمويل منظم ومشروع. إضافة إلى وجود خبرة سابقة في العمل في المجالات ذات الصلة.
البنوك البرازيلية الأخرى المملوكة للقطاع العام، مثل بنك الادخار الفيدرالي وبانكو دا أمازونيا وبانكو دو نورديست تنفذ أيضًا عمليات مماثلة.

## الرعاية

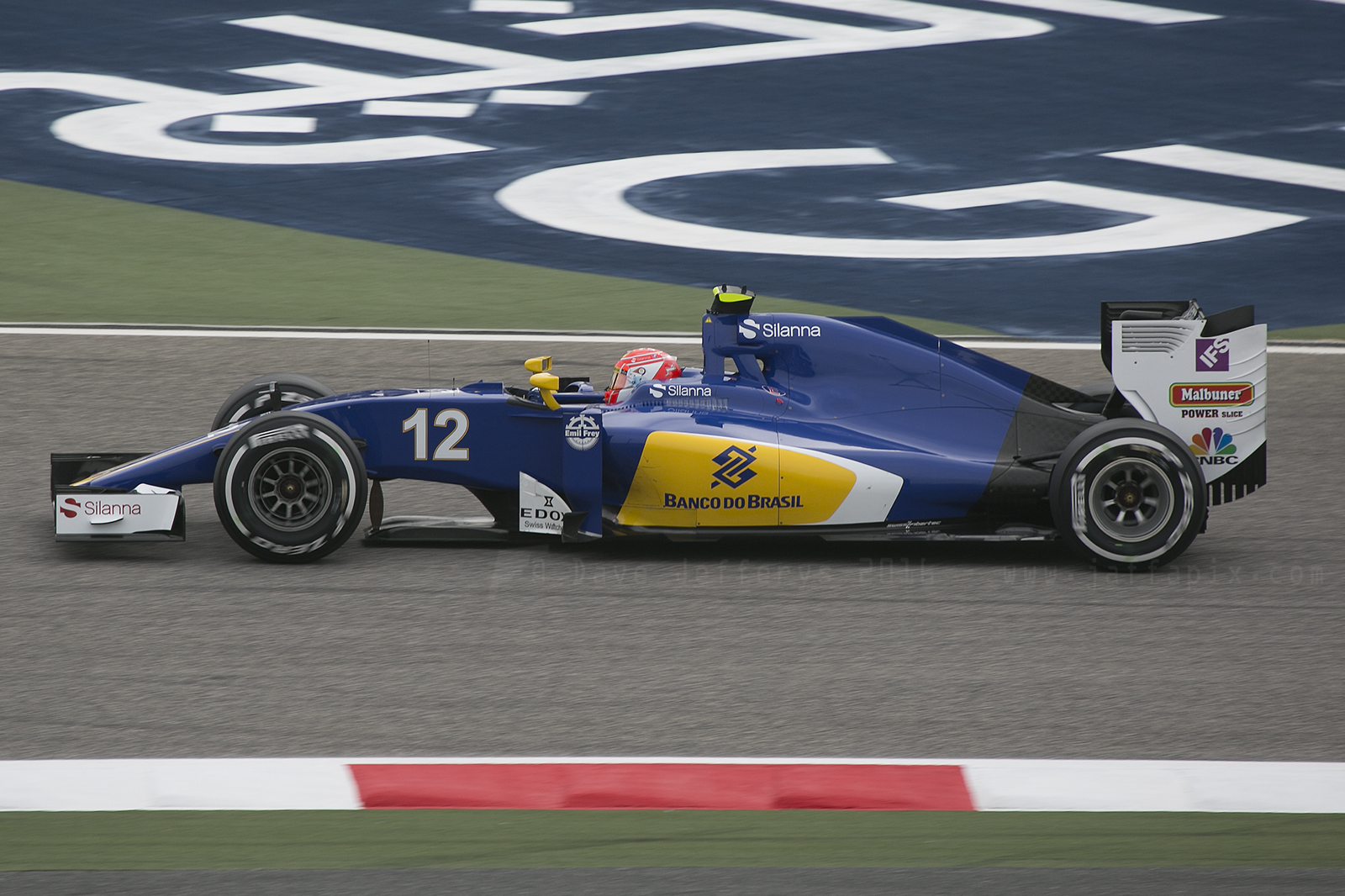
شعار بانكو دو برازيل على سيارة فيليبي نصر "Sauber C35"

بانكو دو برازيل هو الراعي الرسمي للمنتخب البرازيلي للكرة الطائرة، وله ارتباط طويل الأمد مع سائق السباقات البرازيلي فيليبي نصر.

## وصلات خارجية
- الموقع الرسمي